# Séverine Danflous
Séverine Danflous est un écrivain et une critique de cinéma, née le 22 septembre 1978 à Auch.

## Biographie
Séverine Danflous collabore à Transfuge, à La Septième Obsession et au site Culturopoing. 
Son premier essai, Écrire la faim, est publié en 2015, avec une préface de Jean-Yves Masson. Il porte sur la faim en littérature et s'intéresse, en particulier, à Paul Auster, Primo Levi et Franz Kafka.
Son deuxième essai, Tennessee Williams, l'écran sauvage, est publié en 2020. Il est sélectionné pour le prix du Meilleur album de cinéma du Syndicat français de la critique de cinéma et des films de télévision. 
En tant que romancière, elle a publié deux ouvrages : Brune platine et S'abandonner,,. Ce dernier a reçu le Prix L'Impromptu du roman parisien, en décembre 2021.

### Essais
- 2015 : Écrire la faim, L'Harmattan  (ISBN 978-2343048710)
- 2020 : Tennessee Williams, l'écran sauvage, Marest éditeur
- 2024 : Busby Berkeley, l'homme qui fixait des vertiges, avec Pierre-Julien Marest, préface d'Alain Masson, Marest éditeur

### Romans
- 2018 : Brune platine, Marest éditeur  (ISBN 979-1096535088)
- 2021 : S'abandonner, Marest éditeur  (ISBN 979-1096535347)[11] — prix L'Impromptu du roman parisien (décembre 2021)[10]